# Principat de Nitra

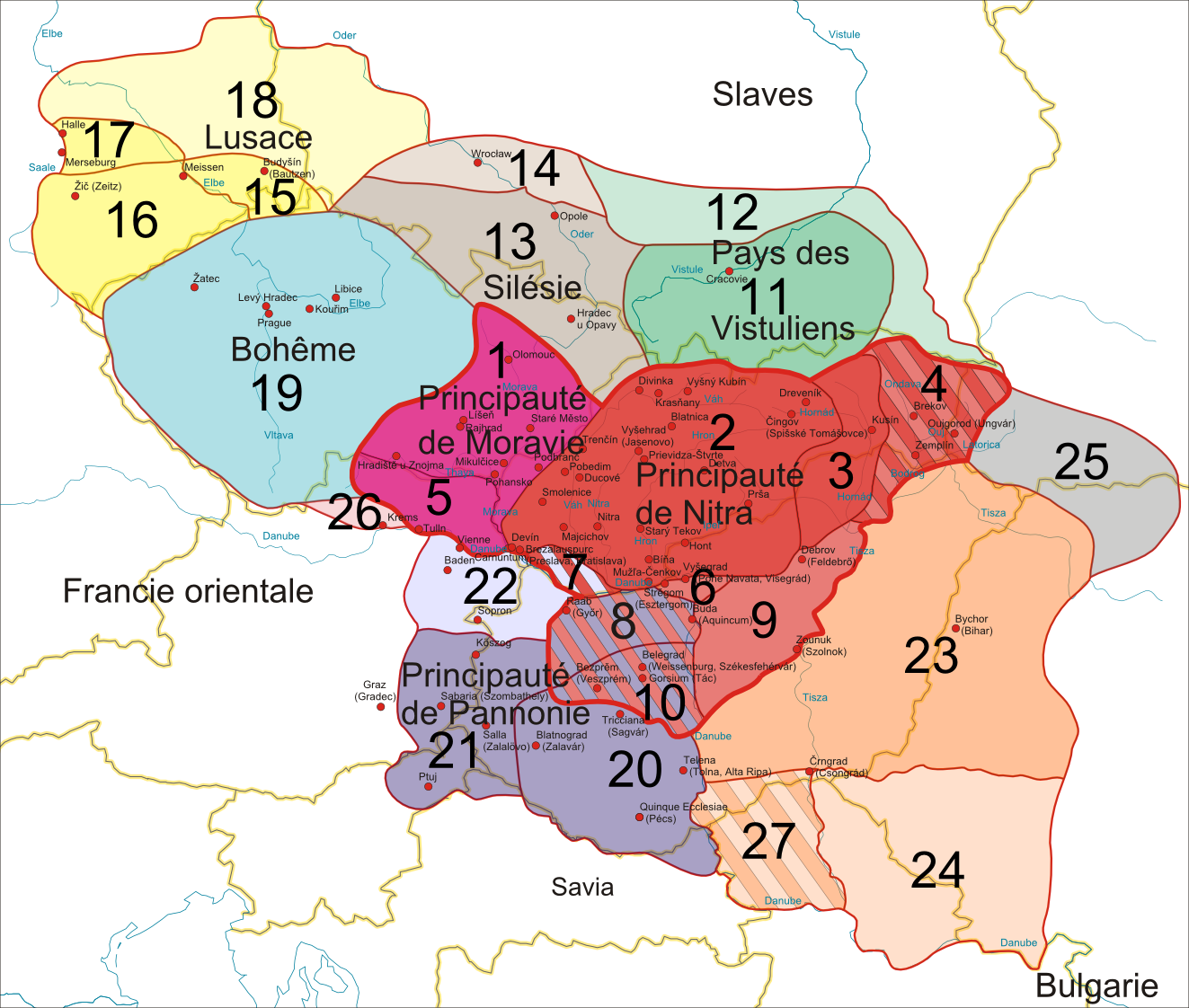
Principat de Nitra.

El Principat de Nitra (en eslovac: Nitrianske kniežatstvo, o també Nitriansko o Nitrava; en hongarés: Nyitrai Fejedelemség) va ser un principat eslau que es va estendre pel territori sud-occidental de l'actual Eslovàquia. El seu centre estava en Nitra, però s'estenia bastant més al nord (Turec, Orava Inferior, regió del Vag) i a l'est (Spiš, Gemer i el Zemplín). Es tracta del primer estat conegut dels avantpassats dels eslovacs (si no es considera l'Imperi de Samo).

## Història

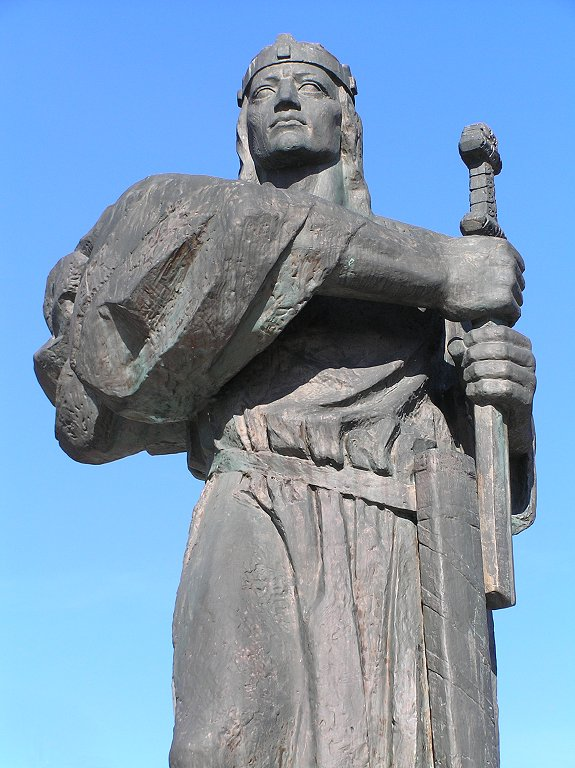
El príncep Pribina de Nitra.

Sorgeix a la fi del segle VIII -com a més tard al voltant del 800-. Durant el regnat de Pribina, en el segle IX es converteix en una entitat política independent de l'Imperi Carolingi. Pribina governa des del 825. En aquesta època s'estén el cristianisme, es construeixen les primeres esglésies. Així, en el 828 Adalram de Salzburg consagra la primera església a Nitrava (Nitra). L'any 833, Mojmír I de la Gran Moràvia s'annexiona el territori i segons alguns autors, Pribina és bandejat i fuig al sud, s'instal·la en la regió del llac Balaton com a vassall del rei franc i funda Zalavár, segons uns altres es converteix en vassall de Mojmír I.
Des del 850 és Svatopluk I el Príncep de Nitra, més tard, entre el 871 i el 894 es converteix en Rei de la Gran Moràvia. Entre el 894 i el 899 així com en 906-907 el Príncep de Nitra serà el seu fill, Svatopluk II. El seu altre fill Mojmír II, en canvi, serà triat Rei de la Gran Moràvia.
Després de la caiguda de la Gran Moravia davant els hongaresos, el 907, Nitra passa a formar part de Hongria.
Els reis Bela I d'Hongria i Ladislau I d'Hongria, per exemple van rebre dels seus germans majors el títol de Príncep de Nitra, abans d'ascendir al tron hongarès com a successors.
En 1108, príncep real hongarès Àlmos el cec, germà del rei Kálmán I d'Hongria va ser empresonat després de tractar d'obtenir la corona en diverses ocasions, i amb ell acaba el títol de Príncep de Nitra. Colomán li va retirar tots els honors, i va manar a encegar al seu germà Álmos. Després d'açò, en 1110 es va reorganitzar administrativament el Regne d'Hongria i el Principat de Nitra va desaparèixer, dividint-se el seu territori en diferents comtats (comitates).